# 東方会議 (1927年)

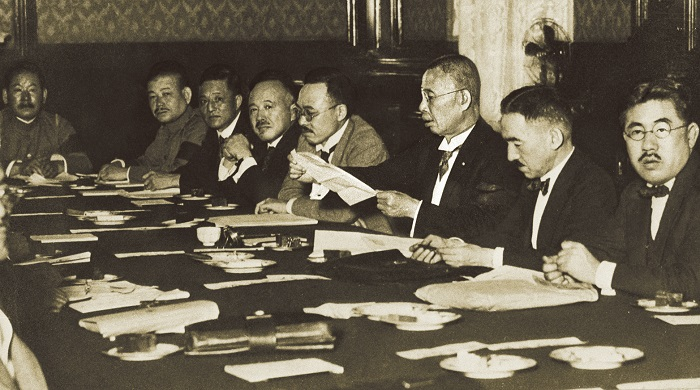
東方会議の様子。右から3人目が田中義一（総理兼外相）

東方会議（とうほうかいぎ）は、1927年（昭和2年）6月27日から7月7日まで、東京の外務大臣官邸で開かれた会議。大日本帝国政府の中国大陸政策についての議論が行われ、いわゆる幣原外交を是正する「対支政策綱領」が田中義一首相の訓示として示された。

## 経緯
1920年代当時、中原は旧清朝崩壊後の混乱状態にあり、群雄割拠する軍閥が、大陸内に租界などの権益を持つ列強各国と結びつき、互いに対立していた。
その最中、軍閥の一つである蔣介石を総司令とする国民革命軍は、中原統一を志して、1926年（大正15年）7月に北伐を開始、9月初旬には漢陽・漢口を占領、10月には武昌に入り揚子江を制圧した。翌1927年（昭和2年）3月には上海、南京が占領された。3月24日南京になだれ込んだ北伐軍は在留外国人に対し暴行掠奪を行う南京事件が発生した。米英の軍艦3隻は砲撃をあびせ、陸戦隊を上陸させるなど、居留民の保護にあたったが、当時の日本（第1次若槻内閣）は、幣原喜重郎外相によるいわゆる幣原外交を党是として、対欧米に限らず協調外交を旨とし、紛争は基本的に直接的な武力行使に優先して外交手段によって解決することを図っていた。左派勢力の強い当時の国民党政権に対し、北伐軍が基本的に属していた蒋介石陣営は反共姿勢を強めていたという事情も状況に混乱をもたらし、幣原外交の下、日本海軍は暴行狼藉のみられた北伐軍に対し武力対決の姿勢をとることはなかった。このため、幣原外交は「弱腰外交」として痛烈に非難された。
1927年4月、若槻内閣は昭和金融恐慌への対処を誤って崩壊し、田中義一内閣が成立（外相は田中義一首相が兼任、政務次官の森恪が実務を指揮する）。田中内閣は幣原外交からの脱却を図り（強硬外交）、居留民保護のために、山東省に兵を送った（山東出兵）。
そして同年6月、森外務次官の主唱によって、外務大臣官邸に閣僚・外務省幹部、軍幹部、現地外交官幹部などが集められ、対中国政策についての方針を決めるための会議が開かれた。

## 出席者
- 外務省
  - 田中義一 - 外相（首相兼任）
  - 森恪 - 政務次官
  - 出淵勝次 - 事務次官
  - 植原悦二郎 - 参与官
  - 木村鋭市 - 亜細亜局長
  - 斎藤良衛 - 通商局長
  - 堀田正昭 - 欧米局長
- 在外公館
  - 芳澤謙吉 - 駐支公使
  - 吉田茂 - 奉天総領事
  - 高尾亨 - 漢口総領事
  - 矢田七太郎 - 上海総領事
- 外地
  - 児玉秀雄 - 関東長官
  - 武藤信義 - 関東軍司令官
  - 浅利三朗 - 朝鮮総督府警務局長
- 陸軍省
  - 畑英太郎 - 次官
  - 南次郎 - 参謀次長
  - 阿部信行 - 軍務局長
  - 松井石根 - 参謀本部第二部長
- 海軍省
  - 大角岑生 - 次官
  - 野村吉三郎 - 軍令部次長
  - 左近司政三 - 軍務局長
- 大蔵省
  - 富田勇太郎 - 理財局長

当初は6月16日開会の予定であったが、在外公館の関係者の帰朝が現地情勢の緊迫化によって遅れたため、11日繰り下げられた。

## 議事方針・内容
会議に先だち森恪は参謀本部員鈴木貞一、奉天総領事吉田茂らと協議、満州を中国本土から切り離して日本の政治的勢力圏に入れることで一致していた。関東軍は「対満蒙政策に関する意見」を策定、」東三省（黒竜江省，吉林省，奉天省）の自治、張作霖の排斥、武力行使の準備などを主張していた。対して、田中首相らは張を擁立して満蒙の分離・支配をはかる考えであった。
全体的な意見陳述及び討議の結果は、以下のとおりである。

### 大陸情勢についての認識
- 中原情勢について。蒋介石軍閥は、ソビエト連邦との連携（国共合作）の是非をめぐって分裂し、容共派の汪兆銘は武漢に独自の勢力を築いている。汪派は、分裂当初に頻発していた過激分子の暴発は抑えられ、体制が整いつつある。汪派が共産党分子と手を切ることがあれば、蒋汪両派再統一の可能性はある。しかし仮に統一しても、軍閥内の野心的対立に起因する闘争の懸念は依然として存在し続ける。
- 蔣による北伐は、汪派との再合流や共産主義勢力の一掃などに蹴りがついたら、必ず再開される。日本が支援する北方の張作霖は、劣勢である。

### 今後の大陸政策について
南方
中国本土については穏健分子・国民党を支持して不逞分子・共産党を鎮圧させることを図る。現地居留民の身体・財産の積極保護方針をとる。
北方
東三省は、中原政権による潜在主権は認めるが日本の特殊の地位と権益の防護する。また、治安維持（つまり相当の武力行使）の覚悟を持つ。

### 田中首相訓示
会議最終日、田中首相兼外相より、「対支政策綱領」として訓示が発せられた。それは国内外に声明された。概要は以下。
- 大陸情勢の安定は急務ではあるが民衆の自発的意思によるのが最善であり、政争には特定党派に偏らず民意を尊重、各派の離合集散に干渉しない。
- 穏健分子による政情安定は民衆、列強の希望するところである、我が国としても協力すべきである。
- 統一政府の短期の成立は困難であり、当面は各地の穏健政権と折衝、漸次統合を待つほかない。
- 統一政権樹立の暁は、その所在地を問わずこれを歓迎、助成に当たるべきである。
- 不逞分子の鎮圧、秩序維持は現地軍閥の取り締まりに期待するといっても、権益や居留民身体財産保護のためには必要に応じ断固とした自衛措置をとるほかない。
- 排日排貨運動に対しては日本への疑惑を単に排除するだけでなく機に応じた措置をとる。
- 満蒙・東三省について、門戸開放が本邦の権益に資するならば、これを歓迎する。
- 満蒙において、日本の特殊地位・権益侵害の恐れが起これば、どこからのものであっても断固として必要な措置をとる覚悟を持つ。

## 評価
外務政務次官の森は知られた帝国主義者であったが田中首相との考えの違いもあり、結果は多くの方面の考えを折衷、この時点では妥協の産物となった。
『田中義一伝記』は、実質具体的な決定事項がなく、内外の事務連絡以上のものにならず、森の対外影響を考えない過度な宣伝のため諸外国を刺激し、特に中国を硬化させ、功少なかったとしている。一方で、『田中義一伝記』自身が「対支政策綱領」が多様な解釈を可能ならしめ出先軍憲に勝手な解釈を可能ならしめたとしている。であれば、これこそがその後の張作霖爆殺や満州事変の一因となり、むしろ森の意図した帝国主義的進出につながっている。実際に太平洋戦争前の日中戦争たけなわの頃に出版された『森恪』（1940年。普及版は1941年）には、現状を自衛措置と正当化しつつ「森が最も力を入れた東方会議の政策が、十余年を過ぎてから、日本の朝野を挙げて、一致した政策となって実行せられつつあるを知ったならば、必ずや地下で会心の笑みを洩らしていることであろう」と書かれている。
なお、この東方会議の結果、満州の排日運動は激化、張作霖政権下の満州当局との外交交渉も決裂する事態となった。森自身が満州に出張し、現地関係者らと旅順会議（第二東方会議。一時、芳澤公使の最初の到着地である大連で開かれると伝えられたため大連会議と呼ばれることも多い）を開いたが、田中首相にも意見を通じることの出来る満鉄総裁の山本条太郎との考え方の食い違いもあり、ここでいったんは頓挫している。